# Сангистон
Сангистон (тадж. Сангистон) — село в Айнинском районе Согдийской области Таджикистана.
Административно входит в состав Айнинского джамоата. В селе проживает ок 2000 человек (2015). Название происходит из таджикского санг - "камень" "каменный", "каменистый".